# Catharina Allegonda van Lier
Catharina Allegonda van Lier, född 1768, död 1801, var en nederländsk författare. 
Hon var syster till predikanten och missionären Helperus Ritsema van Lier (1764-1793), med vilken hon bosatte sig i Sydafrika 1786. Hon deltog aktivt i broderns verksamhet i den religiösa församling och mission han grundade. Hennes efterlämnade dagboksanteckningar har blivit föremål för forskning. 